# Мартовой, Даниил Игоревич
Даниил Игоревич Мартовой (род. 20 апреля 2003 или 24 марта 2003, Краснодар) — российский футболист, полузащитник клуба «Шинник».

## Биография
В сентябре — октябре 2020 года провёл четыре матча в молодёжном первенстве за «Сочи». Сезон 2021/22 отыграл в клубе ФНЛ-2 «Тверь», в 27 матчах забил семь голов. Был признан лучшим молодым игроком сентября в лиге. Летом 2022 года вместе с тренером Вадимом Гараниным и рядом игроков вернулся в «Сочи». Сыграл один матч на Кубке PARI Премьер, 26 августа дебютировал в чемпионате России — в домашнем матче против «Химок» (4:1) вышел на 80 минуте матча 